# Фінал кубка СРСР з футболу 1990
49-й фінал кубка СРСР з футболу відбувся на Центральному стадіоні в Москві 2 травня 1990 року. У грі взяли участь київське «Динамо» і московський «Локомотив».

## Претенденти
- «Динамо» (Київ) — дванадцятиразовий чемпіон СРСР (1961, 1966, 1967, 1968, 1971, 1974, 1975, 1977, 1980, 1981, 1985, 1986), восьмиразовий володар кубка СРСР (1954, 1964, 1966, 1974, 1978, 1982, 1985, 1987), дворазовий володар кубка володарів кубків (1975, 1986), володар суперкубка УЄФА (1975).
- «Локомотив» (Москва) — володар кубка СРСР (1936).

## Шлях до фіналу
| «Динамо» (Київ) | «Динамо» (Київ) | Етап    | «Локомотив» (Москва) | «Локомотив» (Москва) |
| --------------- | --------------- | ------- | -------------------- | -------------------- |
|                 |                 |         |                      |                      |
| Суперник        | Рахунок         | Плей-оф | Суперник             | Рахунок              |
| «Кайрат»        | 0-1 (в) 3-1 (д) | 1/16    | «Кривбас»            | 3-1 (в) 5-0 (д)      |
| «Динамо» Тб     | 1-0 (д) +:- (в) | 1/8     | «Жальгіріс»          | 1-1 (в) 3-0 (д)      |
| «Металіст»      | 1-0 (в)         | 1/4     | «Торпедо» М          | 2-0 (д)              |
| ЦСКА            | 4-2 (д)         | 1/2     | «Динамо» М           | 0-0 п. 4-2 (в)       |

## Деталі матчу
| 2 травня 1990 15:00 |

| «Динамо» (Київ)                                                             | 6 – 1    | «Локомотив» (Москва) |
| --------------------------------------------------------------------------- | -------- | -------------------- |
| Михайличенко 19' Рац 30' Саленко 43' Саленко 65' Литовченко 71' Саленко 90' | Протокол | Мілешкін 52' (пен.)  |

| Центральний стадіон (Москва) Глядачів: 15 000 Арбітр: Іван Тимошенко (Ростов) |

| «Динамо» (Київ) | «Локомотив» |

|                      |                      |     |
|                      |                      |     |
| 1                    | Віктор Чанов         |     |
| 2                    | Сергій Шматоваленко  |     |
| 8                    | Анатолій Дем'яненко  | 83' |
| 4                    | Олег Кузнецов        |     |
| 3                    | Ахрік Цвейба         |     |
| 5                    | Василь Рац           |     |
| 11                   | Олексій Михайличенко | 83' |
| 7                    | Геннадій Литовченко  |     |
| 6                    | Сергій Заєць         | 52' |
| 9                    | Олег Саленко         |     |
| 10                   | Олег Протасов        |     |
| Запасні:             |                      |     |
| 12                   | Олег Лужний          | 83' |
| 13                   | Андрій Баль          | 83' |
| 14                   | Сергій Ковалець      | 52' |
| Тренер:              |                      |     |
| Валерій Лобановський |                      |     |

|             |                   |     |
|             |                   |     |
| ВР          | Хасанбі Біджієв   |     |
| ЗХ          | Павло Нестеров    |     |
| ЗХ          | Євген Мілешкін    |     |
| ЗХ          | Андрій Соловцов   |     |
| ЗХ          | Дмитро Горьков    |     |
| ПЗ          | Олексій Арифуллін |     |
| ПЗ          | Кирило Рибаков    | 60' |
| ПЗ          | Рашид Галлагберов |     |
| ПЗ          | Олег Саматов      | 60' |
| НП          | Сергій Сухов      | 82' |
| НП          | Ігор Чугайнов     |     |
| Запасні:    |                   |     |
| НП          | Михайло Пронічев  | 60' |
| ЗХ          | Валерій Плотников | 60' |
| ПЗ          | Андрій Федін      | 82' |
| Тренер:     |                   |     |
| Юрій Сьомін |                   |     |